# Солона (притока Осколу)
Солона — річка у Ізюмському районі Харківської області України. Ліва притока Оскілу (басейн Сіверського Дінця).

## Опис
Довжина 13 км, похил річки — 3,5 м/км. Площа басейну 134 км².

## Розташування
Солона бере початок в селі Вище Солоне. Тече переважно на північний захід через Вище-Солонівське водосховище та село Нижче Солоне. Впадає у річку Оскіл (Оскільське водосховище), ліву притоку Сіверського Дінця.